# Cortinarius vitreopileatus
Cortinarius vitreopileatus är en svampart som beskrevs av E. Horak 1990. Cortinarius vitreopileatus ingår i släktet Cortinarius och familjen spindlingar.   Inga underarter finns listade i Catalogue of Life.

### Fotnoter
1. ↑  Horak, E.; Wood, A.E. (1990) Cortinarius Fr. (Agaricales) in Australasia. 1. Subgen. Myxacium and subgen. Paramyxacium, In: Sydowia 42:88–168
2. 1 2  Bisby F.A., Roskov Y.R., Orrell T.M., Nicolson D., Paglinawan L.E., Bailly N., Kirk P.M., Bourgoin T., Baillargeon G., Ouvrard D. (red.) (21 mars 2011). ”Species 2000 & ITIS Catalogue of Life: 2011 Annual Checklist.”. Species 2000: Reading, UK. http://www.catalogueoflife.org/annual-checklist/2011/search/all/key/cortinarius+vitreopileatus/match/1. Läst 24 september 2012.
3. ↑  Species Fungorum. Kirk P.M., 2010-11-23